# فرودگاه ان دولو
فرودگاه ان دولو (به انگلیسی: N'Dolo Airport) (به زبان بومی: Aéroport de N'Dolo) یک فرودگاه غیرنظامی با کد یاتا NLO است که یک باند فرود آسفالت دارد و طول باند آن ۱۶۸۶ متر است. این فرودگاه در شهر کینشاسا کشور جمهوری دموکراتیک کنگو قرار دارد و در ارتفاع ۲۷۹ متری از سطح دریا واقع شده‌است.